# Pulo Lhok
Pulo Lhok is een bestuurslaag in het regentschap Pidie Jaya van de provincie Atjeh, Indonesië. Pulo Lhok telt 163 inwoners (volkstelling 2010).